# Rue d'Endoume
La rue d'Endoume est une voie publique de la ville de Marseille.

## Situation et accès
Cette rue majoritairement résidentielle, située dans le 7e arrondissement de Marseille, démarre au niveau de la rue Neuve-Sainte-Catherine en sens unique jusqu’au boulevard de la Corderie dans le quartier de Saint-Victor, traverse le quartier résidentiel de Bompard ainsi que celui d’Endoume et se termine dans une section étroite à forte descente au niveau de la rue Victor-Maurel.
Entre le boulevard de la Corderie et la rue Pierre-Mouren, la rue fait office d’artère principale de circulation pour les quartiers résidentiels traversés.
Depuis 1989, la rue est desservie en majorité par la ligne de trolleybus puis d’autobus   de la RTM où, à l’arrêt Église d’Endoume situé au croisement avec la rue Pierre-Mouren qui relie la rue d’Endoume à la corniche du Président-John-Fitzgerald-Kennedy et comme son nom l’indique à proximité de l’église Saint-Eugène accessible boulevard Tolstoï, y fait terminus grâce à l’aide d’une personne installée dans une petite cabine stoppant la circulation automobile et guidant le conducteur de bus dans sa manœuvre de retournement au vu de l’étroitesse du carrefour. Les autres lignes ne l’empruntent que sur des petites parties de la rue.

## Origine du nom
La rue doit son nom au quartier rural éponyme où elle conduit. 

## Historique
Jusqu'à la fin du XIXe siècle, la voie porte le nom de « chemin d'Endoume ».
En 1929, l'immeuble situé au no 7 et un bâtiment voisin s’effondrent, provoquant la mort de onze habitants, dont quatre enfants, et autant de blessés,.